# Santa Maria de Castell-llebre
Santa Maria de Castell-llebre és un monument del municipi de Peramola (Alt Urgell) protegit com a bé cultural d'interès local.

## Descripció
L'estructura de l'església posa de manifest l'estreta relació d'aquesta amb els edificis del voltant, alguns dels quals han desaparegut i s'adapta a l'orografia rocallosa del terreny. Es tracta d'una església d'una sola nau, coberta amb volta de canó de perfil apuntat, reforçada per arcs torals. És capçada per un absis semicircular, més estret que la nau que connecta amb aquesta mitjançant un arc apuntat. L'absis té dues finestres de dobles esqueixada.
La porta principal, situada a la façana sud, és formada per un senzill arc adovellat, sobre el qual hi ha dues carteles que podrien pertànyer a un porxo inexistent. Hi ha dues portes més, totes dues a la façana de ponent.
El campanar és una torre de planta quadrada, situat damunt la roca, amb dos pisos que tenen finestres geminades.
L'aparell és de petits carreus de mides irregulars disposats en filades no gaire regulars. Les cantonades del campanar són formades per carreus més grans.
L'església de Castell-llebre presenta dues etapes constructives ben clares. La primera correspon a finals del segle xi o inicis del segle xii. D'aquest moment es conserva el mur de ponent, el campanar, una part de mur sud i l'absis. La resta es pot situar a partir del segle xiii.

## Història
El lloc de Castell-llebre és esmentat l'any 942 com a Kastro Veteri en la donació de les possessions d'aquest castell que feren el comte Borrell i la seva muller Engelrada.
El capellà de Castro Veteri figura en la relació de la dècima dels anys 1279 i 1280, dins del deganat d'Urgell. L'any 1575, en el llibre de visites, documenta els problemes que hi havia a les teulades. L'any 1904, però, perdé la categoria de parroquial i es constituí en santuari annex a la parroquial de Peramola. Actualment s'hi continua celebrant un aplec el tercer diumenge després de Pasqua.